# Muse (Beziehung)

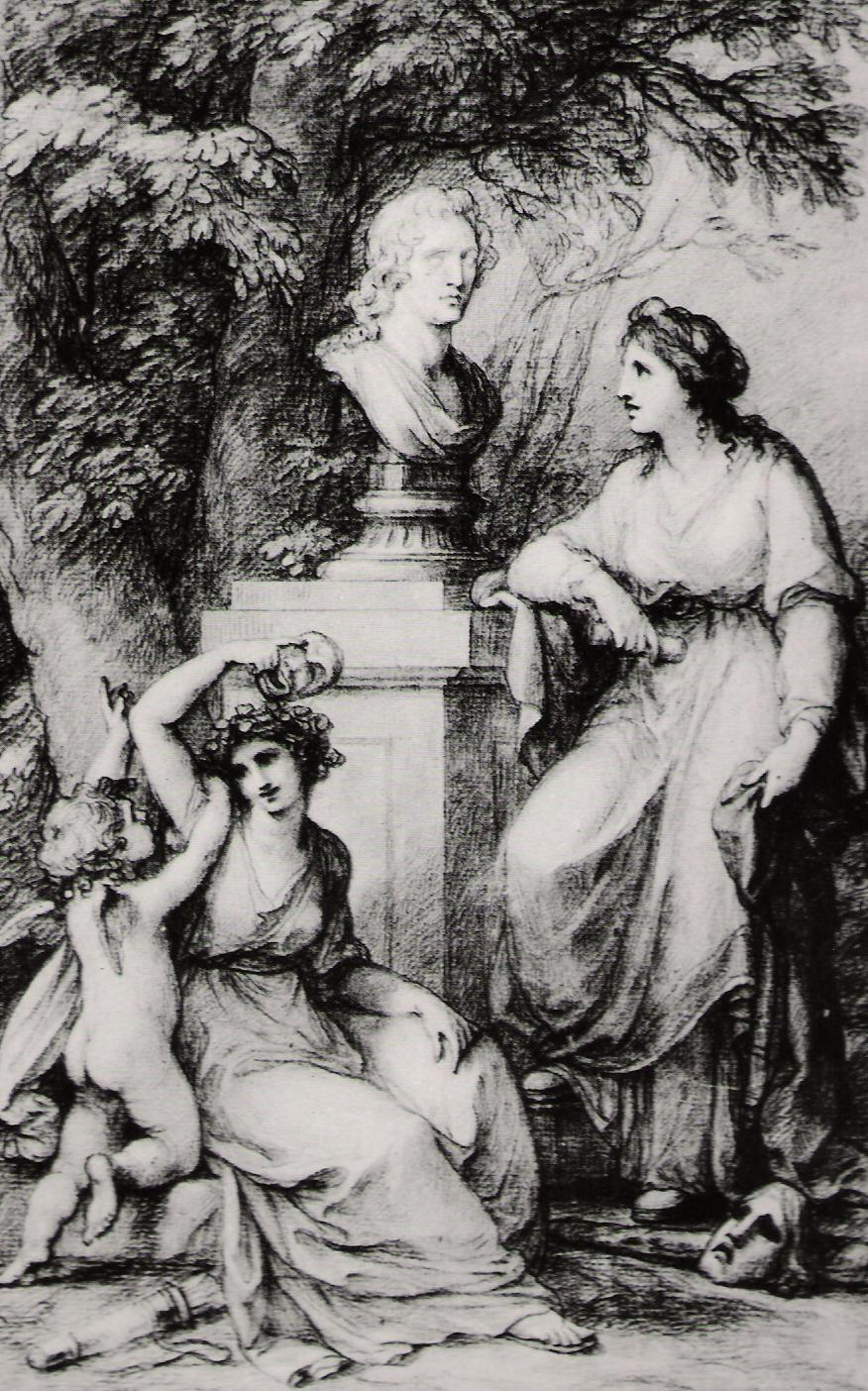
Die Musen des Dramas huldigen Goethe.
Kreidezeichnung von Angelika Kauffmann, 1788

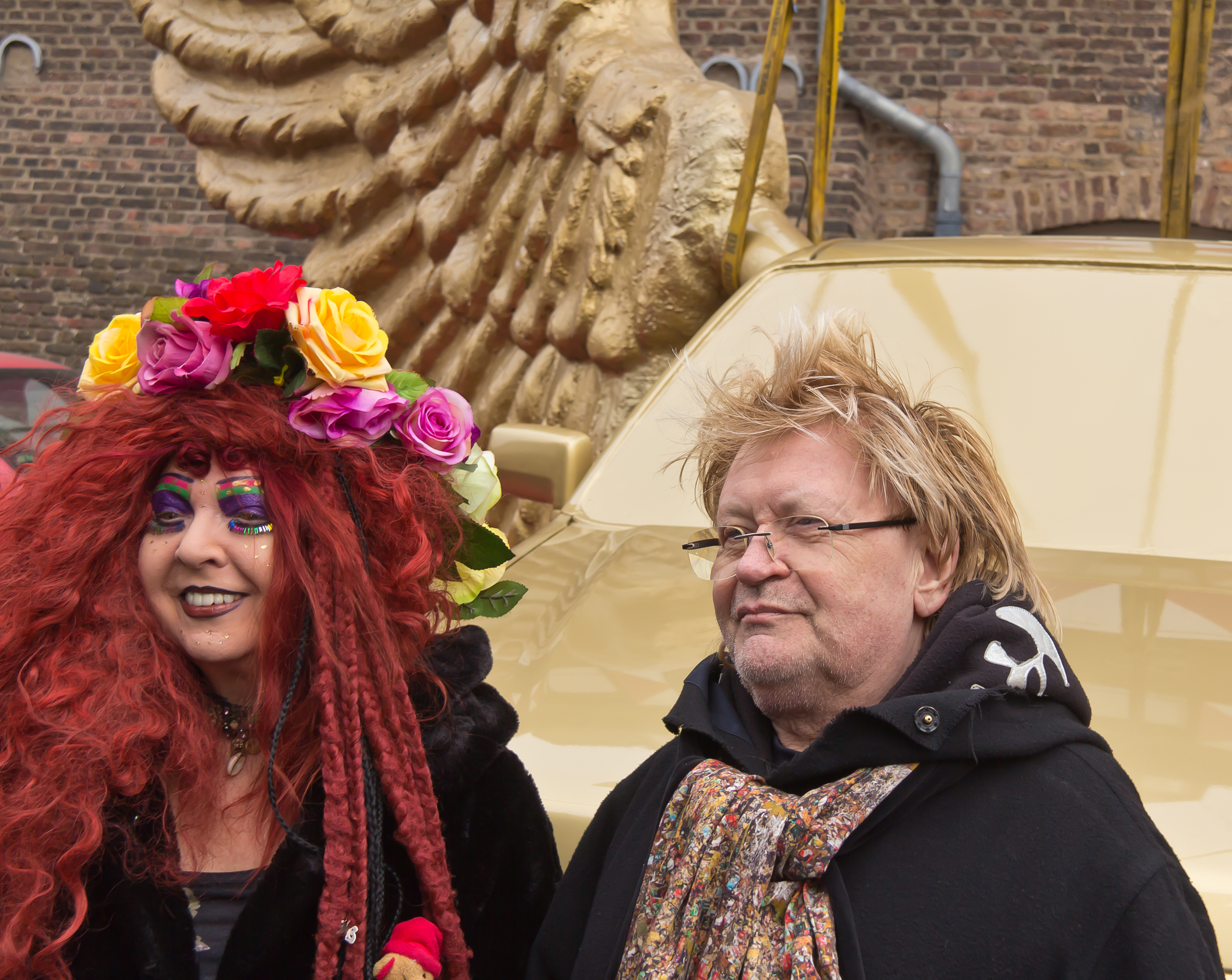
Der Künstler HA Schult mit seiner Muse Elke Koska vor dem Flügelauto in Köln, 2013

Eine Muse (griechisch Μοῦσα) ist eine Person, die einen anderen Menschen zu kreativen Leistungen anspornt oder inspiriert. Oft finden sich Musen, vor allem Frauen, im Umfeld von Künstlern.
Musen werden seit der Zeit der Griechischen Mythologie als göttliche oder genialische Inspirationsquelle für Künstler genannt (Musenkuss; von der Muse geküsst). Ursprung ist die antike Vorstellung, dass Ideen (das Denken) sich nicht von selbst entwickeln, sondern von Göttern (oder eben Musen) von außen eingegeben werden.
Ein bekanntes Musenbild ist Raffaels Darstellung des Parnass mit Apoll und den Musen sowie berühmten Dichtern, gemalt 1509 bis 1510, in der Stanza della Segnatura im Vatikan.

## Herkunft
Der Begriff geht auf die Musen in der griechischen Mythologie zurück. In der antiken Mythologie sind die Musen Quellnymphen – neun Schwestern, die vom griechischen Vatergott Zeus mit der Quellgöttin Mnemosyne (Göttin der Erinnerung) gezeugt wurden. Die Musen gesellen sich um Apoll, den Gott der schönen Künste, der sie dirigiert und mit ihnen auf dem griechischen Berg Helikon dem Zeus huldigt.
Der (erste bekannte) griechische Dichter Hesiod beschreibt die Götterwelt und auch die Musen in seinem Werk Theogonie.

## Neuzeit
In der Neuzeit begann man, auch tatsächliche Personen als Musen zu bezeichnen – meist Freundinnen von Künstlern, vereinzelt auch Männer. Musen inspirieren durch ihren Charakter, ihre Ausstrahlung, ihre menschliche Zuwendung oder durch eine erotische Beziehung. Für Frauen als Kunstschaffende war der Weg als Muse oft die einzige Möglichkeit, um selbst als Künstlerin Karriere zu machen.
Einige dieser als Musen wirkenden Frauen, die häufig auch selber Ruhm als angesehene Künstlerinnen erlangten, sind in die Geschichte eingegangen – so beispielsweise Anaïs Nin, Mathilde Wesendonck, Youki Foujita-Desnos, Charlotte von Stein, Amanda Lear, Dora Maar, Alma Mahler-Werfel, Marietta di Monaco, Gabriele Münter, Emmy Hennings, Camille Claudel, Gala Éluard Dalí, Jeanne-Claude, Meret Oppenheim, Edie Sedgwick, Lotti Huber und  Anita Pallenberg.